# Aaron Schimberg
Aaron Schimberg es un cineasta estadounidense mejor conocido por la película Chained for Life de 2018 y la película de 2024 A Different Man.

## Carrera
El primer largometraje de Schimberg, Go Down Death, fue la película de clausura del Fantasia Film Festival 2013. Su siguiente película, Chained for Life, se estrenó en el BAMcinemaFest de 2018 y fue estrenada en cines por Kino Lorber al año siguiente.
A Different Man, el tercer largometraje de Schimberg, fue protagonizado por Adam Pearson y Sebastian Stan y distribuido por A24, y se estrenó en el Festival de Cine de Sundance 2024. Variety lo nombró uno de los diez mejores directores nuevos a seguir en el Festival Internacional de Cine de Palm Springs de ese año.

## Filmografía
| Año  | Título           | Árbitro. |
| ---- | ---------------- | -------- |
| 2013 | Go Down Death    | [ 3 ]    |
| 2018 | Chained for Life | [ 1 ]    |
| 2024 | A Different Man  | [ 2 ]    |